# David Matheson
David Matheson (...) è un attivista statunitense del movimento ex-gay.
Mormone e dal '96 al 2004 ex assistente di Joseph Nicolosi nella sua clinica Thomas Aquinas di Encino, in California, fra i più noti proponenti della terapia di conversione, nel 2019 ha fatto coming out, divorziando dalla propria moglie dopo 34 anni di matrimonio e iniziando a vivere una relazione omosessuale.
Precedentemente aveva guidato Journey into Manhood, organizzazione no-profit che si prefiggeva lo scopo di aiutare gli uomini a superare le loro aspirazioni omosessuali.
Matheson ha dichiarato:
(David Matheson)
Dal precedente matrimonio ebbe tre figli e un nipote.

## Attività
Matheson si laureò in counseling presso la Brigham Young University e iniziò la sua attività professionale nel 2004 nel New Jersey. I suoi clienti erano soltanto di sesso maschile e la sua attività professionale aveva come obbiettivo quello di sviluppare la "piena integrità del loro genere sessuale" (in inglese: "gender wholeness").

## Pubblicazioni
- Matheson, David (1993) "The Transition from Homosexuality: The Role of Evergreen International," Issues in Religion and Psychotherapy: Vol. 19 : No. 1 , Article 7.
- Becoming a Whole Man, 2013 (pubblicazione ritirata dal mercato per volere dell'autore)[1]